# Lunar Park

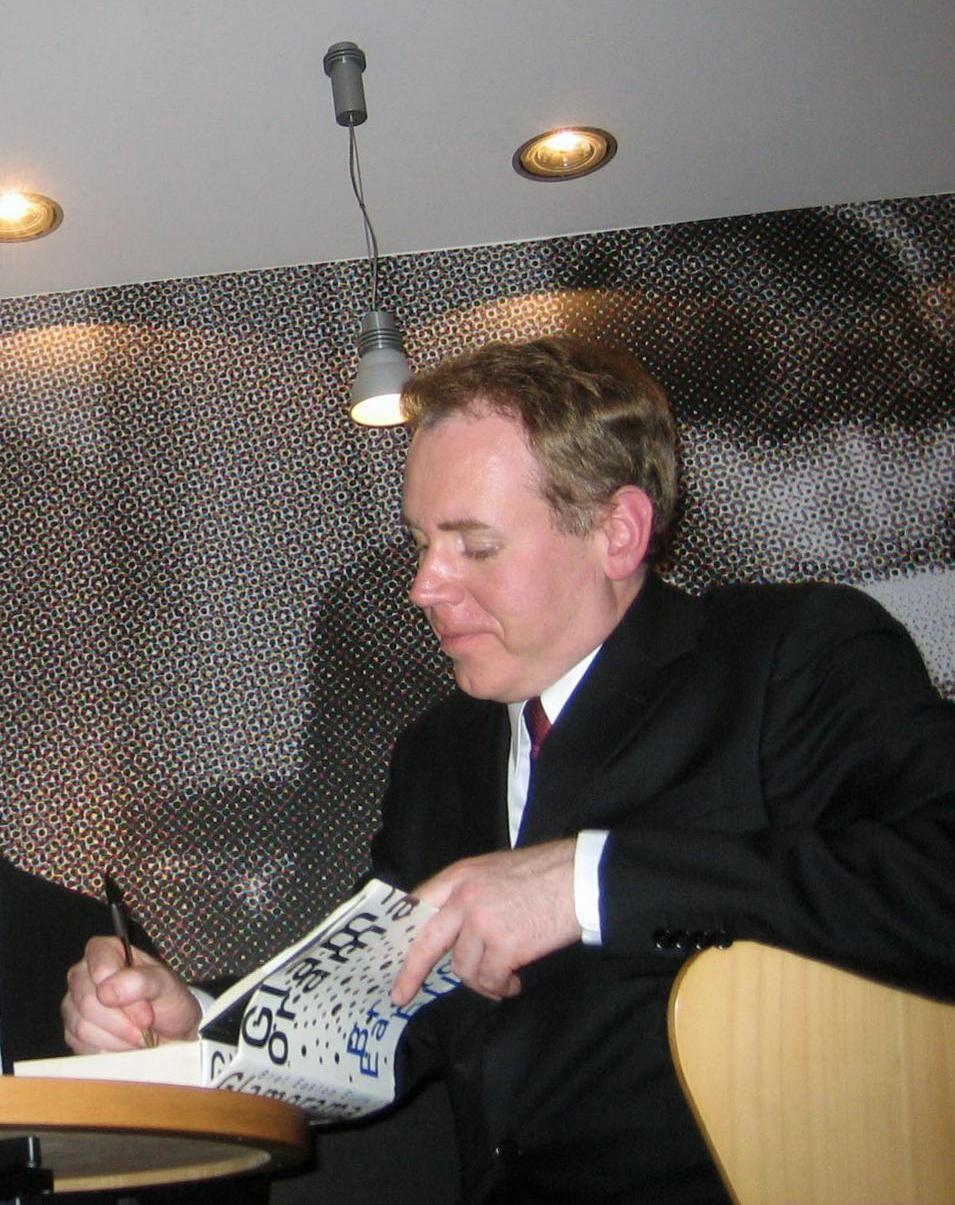
Fotofrafía de Bret Easton Ellis durante una promoción en Milan

Lunar Park es una novela del escritor estadounidense Bret Easton Ellis, publicada en castellano por la editorial Mondadori en el año 2006. En ella se narra una biografía ficticia del mismo autor. En esta historia ficticia el autor tiene un hijo, y empieza a experimentar en su vida situaciones que él mismo había inventando en sus anteriores libros.